# لوكاس بيليا
لوكاس رودريجو بيليا  (بالإسبانية: Lucas Rodrigo Biglia)‏ لاعب كرة قدم أرجنتيني، يلعب في نادي لاتسيو بإيطاليا، ويشارك مع منتخب الأرجنتين لكرة القدم ، وهو ضمن تشكيلته في كأس العالم 2014 المقامة في البرازيل .

## روابط خارجية
- لوكاس بيليا على موقع الاتحاد الدولي (مؤرشف)  (الإنجليزية)
- لوكاس بيليا على موقع قاعدة بيانات كرة القدم.إي يو (الإنجليزية)
- لوكاس بيليا على موقع ليكيب (الفرنسية)
- لوكاس بيليا على موقع ناشيونال فوتبول تيمز (الإنجليزية)
- لوكاس بيليا على موقع Soccerway.com (الإنجليزية)
- لوكاس بيليا على موقع عالم كرة القدم.نت (الإنجليزية)
- لوكاس بيليا على موقع كووورة
- لوكاس بيليا على موقع AS.com (الإسبانية)